# Khädrub Je
Khedrup Gelek Pelzang, ook wel Khedrup Gelek Pal Sangpo of Khädrub Je (Tibetaans: མཁས་གྲུབ་རྗེ་་, Wylie: mkhas-grub dge legs dpal bzang po) (Tsang, 1385 - Ganden, 1438) werd door Ngawang Lobsang Gyatso (1617–1682), de vijfde dalai lama, postuum benoemd tot de eerste pänchen lama. Na de overwinning van de gelug-traditie in 1642 in de burgeroorlog verklaarde deze dalai lama zijn leermeester Lobsang Chökyi Gyaltsen tot pänchen lama.  Vanaf die tijd werd in de opvolging van de abten van Tashilhunpo en daarmee van de pänchen lama voorzien door middel van reïncarnatie. Teneinde hun reïncarnatielijn een wat langere legitimiteit te geven werd Lobsang Chökyi Gyaltsen in de chronologie de vierde pänchen lama en werden drie daartoe gevonden pre-incarnaties van Lobsang Chökyi Gyaltsen postuum benoemd tot de eerste, tweede en derde pänchen lama. Khädrub Je werd de eerste pänchen lama.
De betekenis van Khädrub Je ligt vooral in het feit, dat hij de eerste leerling was van Tsongkhapa, de grondlegger van het gedachtegoed van de gelug, die vorm gaf aan de ontwikkeling van de gelug als een nieuwe eigenstandige geestelijke traditie binnen het Tibetaans boeddhisme.

## Eerste levensfase
Khädrub Je werd geboren in een aristocratische familie. Hij was de oudste van drie broers. Een van de jongere  broers was Chökyi Gyaltsen, die net als hij de functie van Ganden tripa zou bekleden. Khädrub Je ging op de leeftijd van zeven jaar naar een klooster. Hij werd opgeleid in de sakya-traditie en ontving onderricht van onder meer Rendawa, die ook Tsongkhapa had onderwezen. Hij reisde langs een groot aantal kloosters in Tsang en  ontving in 1404 zijn volledige monnikswijding.
In 1407 zond Rendawa hem naar Lhasa. Na enkele jaren studie bij Tsongkhapa keerde Khädrub Je terug naar Tsang. Hij zocht en vond patroons om de stichting van een aantal kloosters te financieren. Het belangrijkste daarvan was Palcho dat gerealiseerd werd door de donaties van de vorst van het prinsdom Gyantse. Dit werd de verblijfplaats van Khädrub Je. Hij begon intensief te schrijven en publiceren. Hij verdedigde de uitgangspunten van Tsongkhapa tegen de kritiek van een aantal critici uit de sakya-traditie.
Een kans daartoe kwam toen de vorst van Gyantse hem een debat beloofde met Rongton, de op dat moment belangrijkste geleerde uit de sakya-school. Rongton had eerder aanzienlijke kritiek op de opvattingen van Tsongkhapa gepubliceerd.  Na de aankomst van Rongton verdween deze echter met de vorst en kon het debat niet plaatsvinden.  Khädrub Je was furieus dat hem de gelegenheid tot het debat was ontnomen en verliet zijn patroon en het klooster.

## Khädrub Je als vormgever van een nieuwe traditie

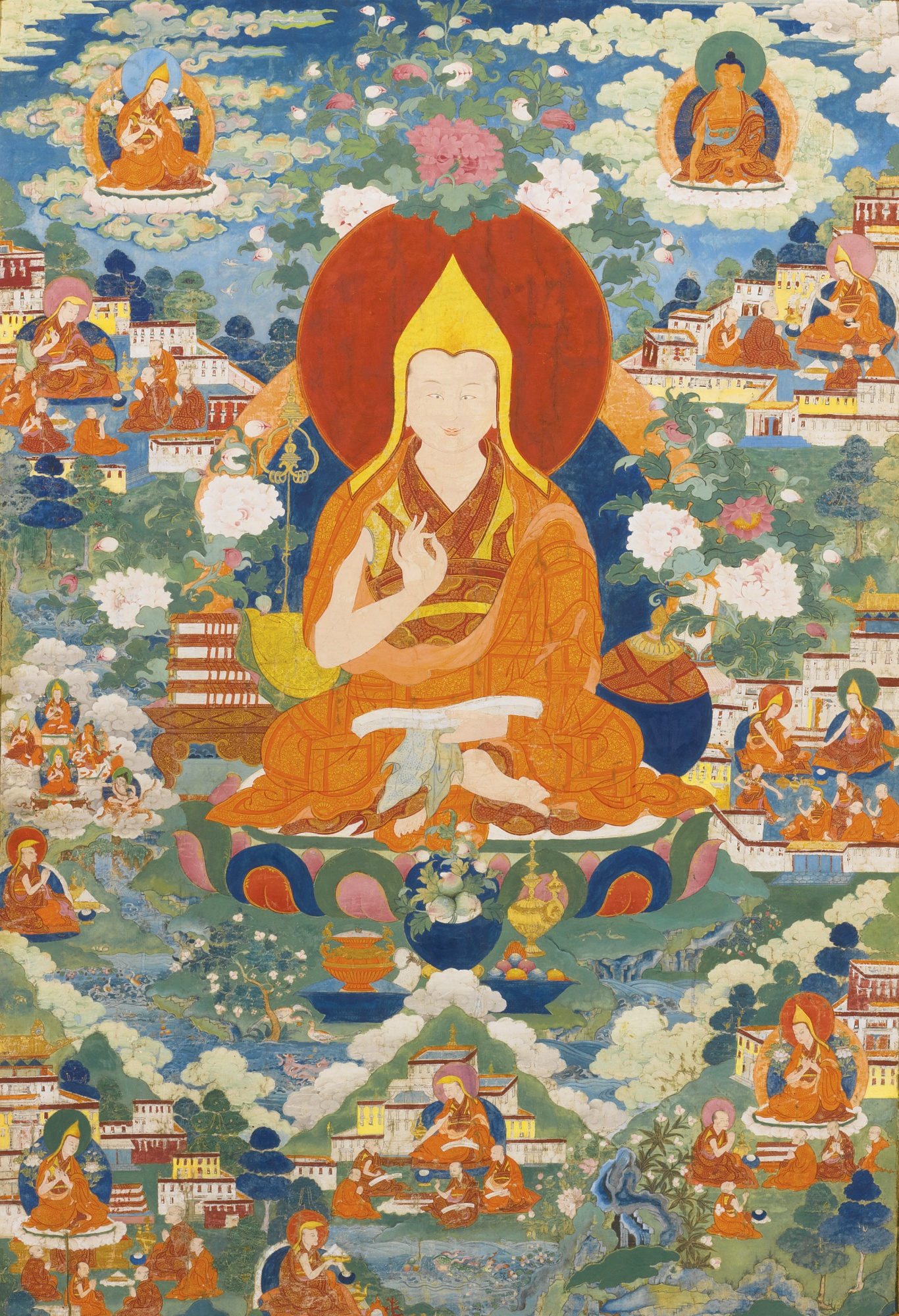

Enkele jaren later ontmoette hij Gyaltsab Je, de oudste van de eerste leerlingen van Tsongkhapa. Deze vroeg hem zijn opvolger te worden als abt van het klooster Ganden. Khädrub Je stemde daarmee in en zou het grootste deel van de rest van zijn leven daar doorbrengen. Gedurende die periode was hij voor de gebruikelijke termijn van zeven jaar ook Ganden tripa, het formele hoofd van de gelug-traditie.
Tsongkhapa had zichzelf beschouwd als deel van de brede traditie van de sakya. Er is ook niets in het leven en werk van Tsongkhapa, dat er op wijst dat hij een nieuwe eigenstandige traditie wenste te creëren. Gyaltsab Je was ook nog geheel geworteld in de traditie van de sakya. Het was Khädrub Je die daarmee brak en een herkenbare eigen identiteit van de Gandenpa's, zoals de volgelingen van Tsongkhapa toen nog genoemd werden, creëerde.
Hij deed dat op een zichtbare manier door de leidinggevenden van het klooster Ganden een gele hoed te laten dragen. Dat idee had Khädrub overgenomen van de Bulug, een traditie die eerder met de sakya had gebroken maar inmiddels niet meer bestond. De  Gandenpa's werden dus op die wijze de enige geelkappen in Tibet.
De Gandenpa's konden – anders dan bij de andere tradities – niet verwijzen naar een meester die voor hen openbaringen uit India had meegebracht. Hun tantrische oefeningen waren ontleend aan zowel de kagyu-traditie als de sakya. Hun scholastische achtergrond was vrijwel geheel gebaseerd op de sakya. In toenemende mate positioneerde Khädrub dan ook de nieuwe inzichten van Tsongkhapa als de enig juiste interpretatie van de oude Indiase meesters. Veel  sakya geleerden waren echter van opvatting,  dat gezaghebbende leeroverdracht alleen juist kon zijn als dit rechtstreeks te herleiden was tot Indiase bronnen.
Khädrub publiceerde daarop zijn geheime biografie van Tsongkhapa, De Wonderbaarlijke Wonderen van Tsongkhapa. Hierin onthulde Khädrub dat Tsongkhapa vele visioenen van Manjushri zou hebben ontvangen. Hij had gedurende die visioenen ook uitgebreid met Manjushri kunnen overleggen en deze boddhisattva van de Wijsheid zou expliciet zijn instemming met de leerstellingen van Tsongkhapa hebben betuigd. Het positioneren van  Khädrub van de nieuwe school als volledig toegewijd aan de inzichten en leerstellingen van één Tibetaanse leermeester was nieuw in de Tibetaanse religieuze geschiedenis en wezenlijk verschillend van eerdere ontwikkelingen.
Met financiële steun van de Ming-keizer Xuande (1398-1435) werden werken van Tsongkhapa in blokdruk uitgebracht, waarbij Khädrub  de ook gedrukte commentaren schreef. Commentaren van andere leerlingen van Tsongkhapa op zijn werk, die niet geheel overeenstemden met dat van Khädrub werden verhinderd te verschijnen.  Er vormde zich binnen de hiërarchie van de Gandenpa's dan ook al spoedig een orthodoxie. Die orthodoxie werd vastgelegd in  voor de kloosters verplichte handboeken voor debat, waarin de orthodoxe positie en de afwijzing van afwijkende meningen werden vastgelegd. De term Gandenpa werd in de loop van dit proces vervangen door  Gendenpa's ( Genden betekent Deugdzaam ). Dit werd kort daarna vervangen door het synoniem Gelugpa's.
Khädrub Je was een zeer productief auteur. De edities van zijn verzamelde werken bestaan uit twaalf delen. Zijn belangrijkste werk is  Een dosis leegte. Het is een  encyclopedisch werk dat een synthese tracht te geven van de verschillende opvattingen van het voor het boeddhisme centrale begrip sunyata. Hierin verdedigt Khädrub Je de opvattingen van Tsongkhapa. Het is zowel een didactische als een polemische tekst.
- Gemeinsame Normdatei: 102412294
- International Standard Name Identifier: 0000 0001 0984 147X
- Library of Congress Control Number: n81132322
- Nationale Bibliotheek van Israël: 987007265574605171
- Système universitaire de documentation: 118676083
- Trove: 891769
- Virtual International Authority File: 69321650